# Лобаново (Селивановский район)
Лобаново — деревня в Селивановском районе Владимирской области России, входит в состав Новлянского сельского поселения.

## География
Деревня расположена в 1,5 км на юго-восток от центра поселения деревни Новлянка и в 9 км на юг от райцентра Красной Горбатки.  

## История
Деревня впервые упоминается в окладных книгах Рязанской епархии 1676 года в составе Мусковского прихода, в ней было 3 двора помещиковых, 22 двора крестьянских и 1 бобыльский.
В конце XIX — начале XX века деревня входила в состав Дубровской волости Муромского уезда. В 1859 году в деревне числилось 43 двора, в 1905 году — 65 дворов, в 1926 году — 127 дворов.
С 1929 года деревня являлась центром Лобановского сельсовета Селивановского района, с 1940 года — в составе Новлянского сельсовета, с 2005 года — в составе Новлянского сельского поселения.

## Население
| 1859 | 1905 | 1926 | 2002 | 2010 | 2021 |
| ---- | ---- | ---- | ---- | ---- | ---- |
| 300  | ↗407 | ↗689 | ↘189 | ↘151 | ↗157 |